# Нижні Борки
Нижні Бо́рки (рос. Нижние Борки, ерз. Пиче веле) — присілок у складі Темниковського району Мордовії, Росія. Входить до складу Пурдошанського сільського поселення.
Населення — 138 осіб (2010; 161 у 2002).
Національний склад (станом на 2002 рік):
- мордва — 88 %